# Christina Jones
Pour les articles homonymes, voir Jones.
Christina Jones, née le 17 septembre 1987 à Missoula dans le Montana, est une nageuse synchronisée américaine. Associé à son partenaire masculin Bill May, ils deviennent le premier duo mixte sacré aux Championnats du monde 2015 à Kazan. 
Avec Andrea Nott, elle termine cinquième en duo aux Jeux olympiques de Pékin en 2008 et également cinquième avec l’équipe américaine.